# Михаел Киске
Михаел Киске (на немски: Michael Kiske) е певец, известен най-вече като водещ вокалист на германската пауър метъл група Helloween в периода 1986 до 1993 г.

## Биография
Роден е на 24 януари 1968 година в Германия. Започва кариерата си едва на 17 години с групата III Prophecy, записаното демо обаче не бива издавано никога. Поканен е от затруднилия се в положението на водещ китарист и вокалист на нарастващата германска група Helloween Кай Хансен през 1986 г.
След като записва двете епични части на легендарния албум „Keeper of The Seven Keys“, Киске възприема нови идеи и насочва групата към друго звучене. След спорно оценяваните Pink Bubbles Go Ape и Chamelleon е помолен да напусне групата поради „разминаване в идеите и невъзможността да се работи повече с него“ (Michael Weikath), след което е заменен от Анди Дерис.
Киске се изявява като главен вокалист на групата Unisonic, чийто основател и соло китарист е Кай Хансен, който всъщност сформира и Helloween.

## Дискография

### Helloween
- „Keeper of the Seven Keys Part 1“ (1987)
- „Keeper of the Seven Keys Part 2“ (1988)
- „Live in the UK“ (1989)
- „Pink Bubbles Go Ape“ (1991)
- „Chameleon“ (1993)

### Михаел Киске

#### „Instant Clarity“
През 1996 година той записва първия си солов албум Instant Clarity. В албума заемат участие
Кай Хансен (Helloween, Gamma Ray) и Ейдриън Смит (Iron Maiden).
- „Always“ (EP) (1996)
- „The Calling“ (EP) (1996)

Песните в албума
1. „Be True to Yourself“ (Kiske)
2. „The Calling“ (Kiske, Adrian Smith)
3. „Somebody Somewhere“ (Ciriaco Taraxes, Michael Kiske)
4. „Burned Out“ (Taraxes)
5. „New Horizons“ (Smith, Kiske, Kai Hansen)
6. „Hunted“ (Kiske, Taraxes)
7. „Always“ (Kiske)
8. „Thanx a Lot!“ (Kiske)
9. „Time's Passing By“ (Kay Rudi Wolke, Taraxes)
10. „So Sick“ (Kiske)
11. „Do I Remember a Life?“ (Kiske, Taraxes)
12. „A Song Is Just a Moment“ (Kiske)
13. „I Don't Deserve Love“ (Kiske)
14. „Sacred Grounds“ (Kiske)
15. „Can't Tell“ (Kiske)

#### „Readiness to Sacrifice“
Ha 7 април 1999 година издава „Readiness to Sacrifice“
Песните в албума
1. „Could Cry“ (Kiske)
2. „Ban 'em“ (Kiske)
3. „Philistine City“ (Kiske)
4. „Crosstown“ (Kiske, Ciriaco Taraxes)
5. „Where Wishes Fly“ (Kiske, Taraxes)
6. „Watch Your Blue“ (Kiske)
7. „Out of Homes“ (Kiske)
8. „It“ (Kiske)
9. „Easy“ (Kiske)
10. „Shadowfights“ (Kiske)

#### „Kiske“
През 2006 година издава албум, озаглавен „Kiske“.
Песните в албума
1. „Fed by Stones“ – 4:41
2. „All-Solutions“ – 4:42
3. „Knew I Would“ – 4:04
4. „Kings Fall“ – 4:27
5. „Hearts Are Free“ – 4:06
6. „The King of It All“ – 4:45
7. „Sing My Song“ – 3:27
8. „Silently Craving“ – 4:11
9. „Truly“ – 3:45
10. „Painted“ – 4:45
11. „Sad as the World“ – 3:27
12. „Mary in the Morning“ – 4:08 (Japanese bonus track)

Киске е автор на всички песни, с изключение на „Mary in the Morning“ (Michael Rashkow, Johnny Cymbal) – кавър на Елвис Пресли.

#### Past In Different Ways
Ha 9 май 2008 излиза албум-ретроспекция, включващ стари песни с нов аранжимент и една нова песен. Албумът се казва „Past In Different Days“
Песните в албума
1. „You Always Walk Alone“
2. „We Got The Right“
3. „I Believe“
4. „Longing“
5. „Your Turn“
6. „Kids Of The Century“
7. „In The Night“
8. „Goin' Home“
9. „A Little Time“
10. „When The Sinner“
11. „Different Ways“ (нова песен)

### Avantasia
През 2001 година Киске е поканен да изпълни ролята на Lugaid Vandroiy в метъл-операта Авантейжа, за което той приема, но при условие че името му не бива споменато. Той се появява в полето изпълнители под псевдоним Ernie (Ърни).
Във втората част на операта обаче е изписан с истинското си име, след което възниква лек скандал. В интервю по-късно той казва, че не иска да бъде свързван повече с хевиметъл музиката и че той прави поп музика.
Участва във всички албуми на Авантейжа.

### SupaRed
През 2003 Michael Kiske основава група SupaRed, с която записва и едноименния албум.
1. „Reconsider“
2. „Can I Know Now ?“
3. „Let's Be Heroes“
4. „He Pretends“
5. „Freak-Away“
6. „Hey“
7. „Boiling Points Of No Reburn“
8. „Ride On“
9. „Hackneyed“
10. „That's Why“
11. „A Bit Of Her“
12. „Overrated“
13. „Dancers Bug“
14. „Turn It“

### „Place Vendome“
През 2005 година взима участие в италианския проект на Frontiers, наречен „Place Vendome“ (Сравняван по стил с Journey и Форинър).
1. „Cross The Line“
2. „I Will Be Waiting“
3. „Too Late“
4. „I Will Be Gone“
5. „Setting Sun“
6. „Place Vendome“
7. „Heavens Door“
8. „Right Here“
9. „Magic Carpet Ride“
10. „Sign Of The Times“
11. „Photography“

През 2009 година излиза втората част на проекта, озаглавена „Streets Of Fire“.
1. Streets of Fire (5:52)
2. My Guardian Angel (4:59)
3. Completely Breathless (3:17)
4. Follow Me (3:53)
5. Set Me Free (4:32)
6. Believer (4:38)
7. Valerie (The Truth Is In Your Eyes) (3:44)
8. A Scene In Reply (4:44)
9. Changes (4:33)
10. Surrender Your Soul (3:43)
11. Dancer (4:23)
12. I'd Die For You (5:00)
13. My Guardian Angel (acoustic) (Japanese edition bonus track)

Любопитната новина, съпътстваща албума, е фактът, че Михаел за пръв път от доста години нарушава доброволното си „сценично изгнание“ и се появява в клипа на песента My Guardian Angel

### Kiske/Somerville
Дует с американската певица и вокален педагог Amanda Somerville. Излиза на 24 септември 2010 г. от Frontiers Records.
1. Nothing Left To Say (Mat Sinner & Magnus Karlsson)
2. Silence (Mat Sinner & Magnus Karlsson)
3. If I Had A Wish (Mat Sinner & Magnus Karlsson)
4. One Night Burning (Mat Sinner & Magnus Karlsson)
5. Arise (Sander Gommans & Amanda Somerville)
6. End Of The Road (Mat Sinner & Jimmy Kresic)
7. Don't Walk Away (Mat Sinner & Magnus Karlsson)
8. Devil In Her Heart (Mat Sinner & Jimmy Kresic)
9. Rain (Mat Sinner & Magnus Karlsson)
10. A Thousand Suns (Sander Gommans & Amanda Somerville)
11. Second Chance (Mat Sinner & Magnus Karlsson)
12. Set A Fire [Bonus track] (Sander Gommans & Amanda Somerville)

Към албума са заснети и два видеоклипа – Silence и If I Had A Wish.

### Гостуващи участия
- „Land of the Free“ (1995) – Gamma Ray
- Avantasia: The Metal Opera (2001)
- Avantasia: The Metal Opera pt. II (2002)
- „Hymn To Life“ (2002) – Timo Tolkki
- „Masterplan“ (2003) – Masterplan
- „Days of Rising Doom“ (2004) – Aina
- „Another Sun“ (2004) – Thalion
- „Execution“ (2005) – Tribuzy
- „Superheroes“ (EP) (2005) – Edguy
- „Lost in Space Pt.2“ (EP) (2007) – Avantasia
- „Indigo Dying“ (2007) – Indigo Dying
- „The Scarecrow“ (2008) – Avantasia
- „New Era“ (2009) – Revolution Renaissance
- „Tin Soldiers“ (2009) – Trick Or Treat
- „To The Metal“ (2010) – Gamma Ray